# 阿拉贡议会
阿拉贡议会（西班牙语：Cortes de Aragón；阿拉贡语：Cortz d'Aragón；加泰罗尼亚语：Corts d'Aragó）是西班牙阿拉贡自治区的地区议会。其历史可追溯至1162年阿拉贡王国召集的会议，是欧洲最古老的代议机构之一。1707年，随着西班牙波旁王朝推行中央集权改革和《新基本法令》，阿拉贡议会被废除。1983年，根据《阿拉贡自治区自治条例》的通过，这一古老机构以现代自治议会形式重生，成为阿拉贡地方立法与监督的核心权力机关。

## 发展历史
阿拉贡国王须至少每五年召开一次议会（Cortes），与加泰罗尼亚公国合并后改为每年召开一次。该议会核心职能为司法仲裁，包括调解个人或城镇间争端、审理针对王室官员或社会阶层的申诉。此外，议会还负责立法审议与税收表决。其组织结构为四大阶层（Estates）组成的四院制：教士、大贵族（西语：Ricos hombres）、骑士及市民代表。
王国的重要法律需四大阶层全体一致通过（拉丁语：nemine descriptante）。若任一成员行使否决权，决议将标记为“全体通过，除某位反对”（unamiter excepto N.N.），并进入二次辩论。然而此类辩论常陷入僵局。此时，争议将移交由各阶层两名代表组成的常设委员会裁决，以判断多数方意见是否合理。该模式后被撒丁岛与西西里议会效仿。
阿拉贡议会存续至1707年，菲利普五世颁布《新基本法令》（Nueva Planta decrees），推行中央集权，废除阿拉贡王冠治下所有地方议会。此举标志着阿拉贡传统自治体系的终结，其司法与制衡职能被纳入西班牙统一王权框架。
根据1983年《阿拉贡自治区自治条例》第12条，现代阿拉贡议会正式成立。

## 历史上的阿拉贡议会

### 宪政传统
相较于伊比利亚半岛其他基督教王国的议会制度，阿拉贡议会展现出独特的宪政特征。其职能与阿拉贡王冠治下的加泰罗尼亚议会、瓦伦西亚议会相似，但在政治影响力上远超卡斯蒂利亚议会。根据现存文献记载，阿拉贡议会最早可追溯至1164年11月11日在博尔哈镇举行的会议，这一时间点比英格兰《大宪章》的签署还早半个世纪。
阿拉贡议会的核心在于其开创性的"契约政治"理念。这种理念认为，国王与王国之间并非单向统治关系，而是基于法律约束的双向契约。为了强化这一宪政基础，16-17世纪的阿拉贡史学家布兰卡斯（Jerónimo de Blancas）和乌兹塔罗斯（Juan Francisco de Uztarroz）系统阐释了传说中的《索夫拉尔韦法典》（Fueros de Sobrarbe）。该法典虽带有神话色彩，却被视为限制王权、保障地方自治的法律源头，成为议会对抗专制的重要理论武器。
这种独特的政治传统使得阿拉贡在中世纪欧洲独树一帜——当其他王国还在强化君主专制时，阿拉贡已建立起"王在法下"的治理体系。议会不仅拥有立法监督权，更可对国王权力进行实质性制衡，这种超前性的宪政实践为近代欧洲议会制度提供了重要参考。

### 运作架构
阿拉贡议会的独特之处在于其四院制结构，这一设计突破了欧洲传统的三院制框架。议会由大贵族院、骑士与士绅院、城市代表院及教士院组成，各院独立运作且权责分明。大贵族院汇聚男爵与高级贵族，骑士与士士绅院代表底层贵族阶层，城市代表院由各自治市推选精英，教士院则自1301年起正式参与议事。会议流程严谨：先由国王发表施政纲领，主教致欢迎辞，随后各院起草《陈情书》汇总阶层诉求。议员资格严格限定为本国居民，早期仅限男性，1387年后允许女性通过男性代理人间接参政，偶有外来贵族因继承领地获特例准入。
议会的核心职能围绕财政、立法与王权制衡展开。其首要任务是为王室筹集资金，初期主要用于战争开支，后逐步扩展至加冕礼、王室婚典等特殊事项。同时，议会负责审理针对王室的侵权行为，调解各地《自治法典》间的法律冲突。尽管国王保有独立立法权，但重大法案必须经议会审议，形成“法律争议优先通过议会解决”的原则。这种制度设计既保障了地方自治传统，又为中央集权设置了缓冲机制。
阿拉贡大法官作为议会秩序的核心维护者，自1265年埃赫亚骑士镇会议确立后，始终扮演关键角色。其席位设于国王御座阶梯中央，象征对王权的直接制衡，这一安排甚至引发加泰罗尼亚与瓦伦西亚代表的多次抗议。大法官不仅负责记录议员缺席情况，对无正当理由逾期者宣布“藐视议会”，更逐步获得军事权力，可组建军队捍卫法典权威。从最初的纠纷仲裁者到后期实质性的宪政武装力量掌控者，大法官的职权演变折射出议会与王权的动态博弈。
议会闭会期间，阿拉贡总议会作为常设机构承接日常治理。这一机构监督决议执行、协调王国事务，并与阿拉贡王冠治下的加泰罗尼亚等地总议会保持联动。其常态化运作机制比英格兰议会早近两百年，成为近代代议制民主的雏形。通过四院分权、大法官制衡与总议会衔接，阿拉贡构建起一套精密的中世纪宪政体系，在强调“王在法下”的同时，为伊比利亚半岛的多元自治传统奠定了制度基石。